# Barzok
Barzok (persiska: برزک, Barzūk) är en ort i Iran.   Den ligger i provinsen Esfahan, i den centrala delen av landet, 210 km söder om huvudstaden Teheran. Barzok ligger 2 037 meter över havet och antalet invånare är 3 211.
Terrängen runt Barzok är kuperad åt nordväst, men åt sydost är den bergig. Runt Barzok är det ganska glesbefolkat, med 43 invånare per kvadratkilometer. Närmaste större samhälle är Qamşar, 18,0 km öster om Barzok. Trakten runt Barzok är ofruktbar med lite eller ingen växtlighet.